# ノラ・ニールソン・グレイ
ノラ・ニールソン・グレイ（Norah Neilson Gray、1882年6月16日 - 1931年5月27日）はスコットランドの画家である。人物画を得意とした。「グラスゴー・ガールズ」と呼ばれるグラスゴーで活動した画家の一人である。

## 略歴
スコットランドのヘレンズバラの船主の家に生まれた。1901年に家族とグラスゴーに移り、グラスゴー美術学校で1901年から1906年までベルギー出身の象徴主義の画家、ジャン・デルヴィルらに学んだ。卒業後は女学校で美術を教える一方、ロイヤル・アカデミー・オブ・アーツの展覧会、グラスゴーの美術協会やフランスのサロン・ド・パリに出展を始め、高い評価を得て、グラスゴーで個展を開くようになった。
第一次世界大戦が始まると、フランスで看護師として働いた。グラスゴーに帰国した後、人物画を描くようになった。1921年にグラスゴー美術協会の展示選考委員(Hanging Committee)に女性として初めて選ばれた。20世紀の初めのグラスゴーを代表する画家の一人とされる。

## 作品

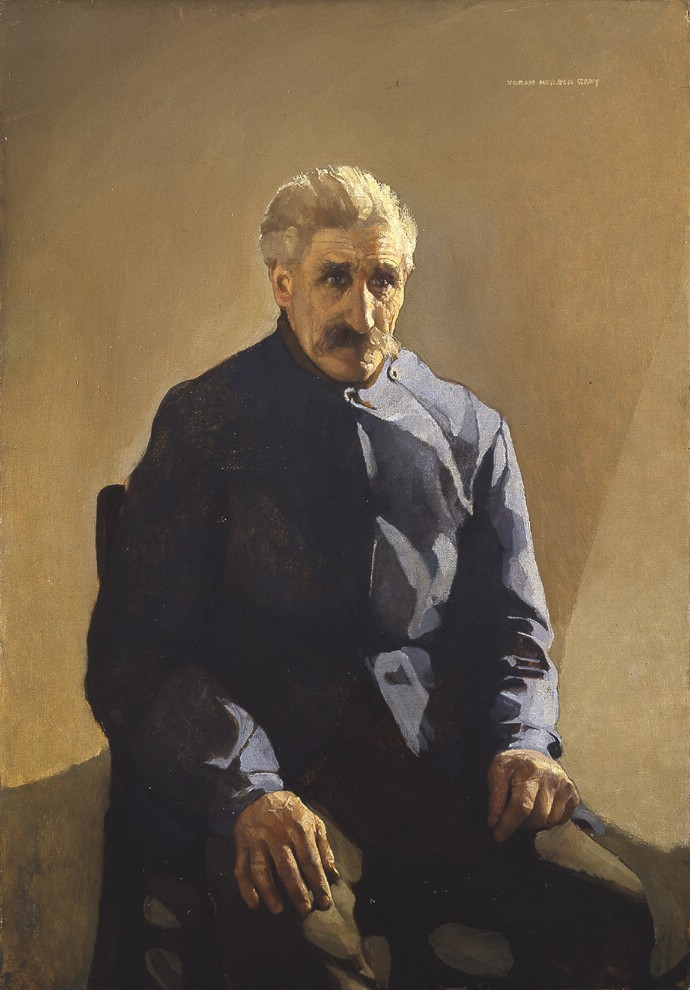
ベルギーからの避難者(1915)
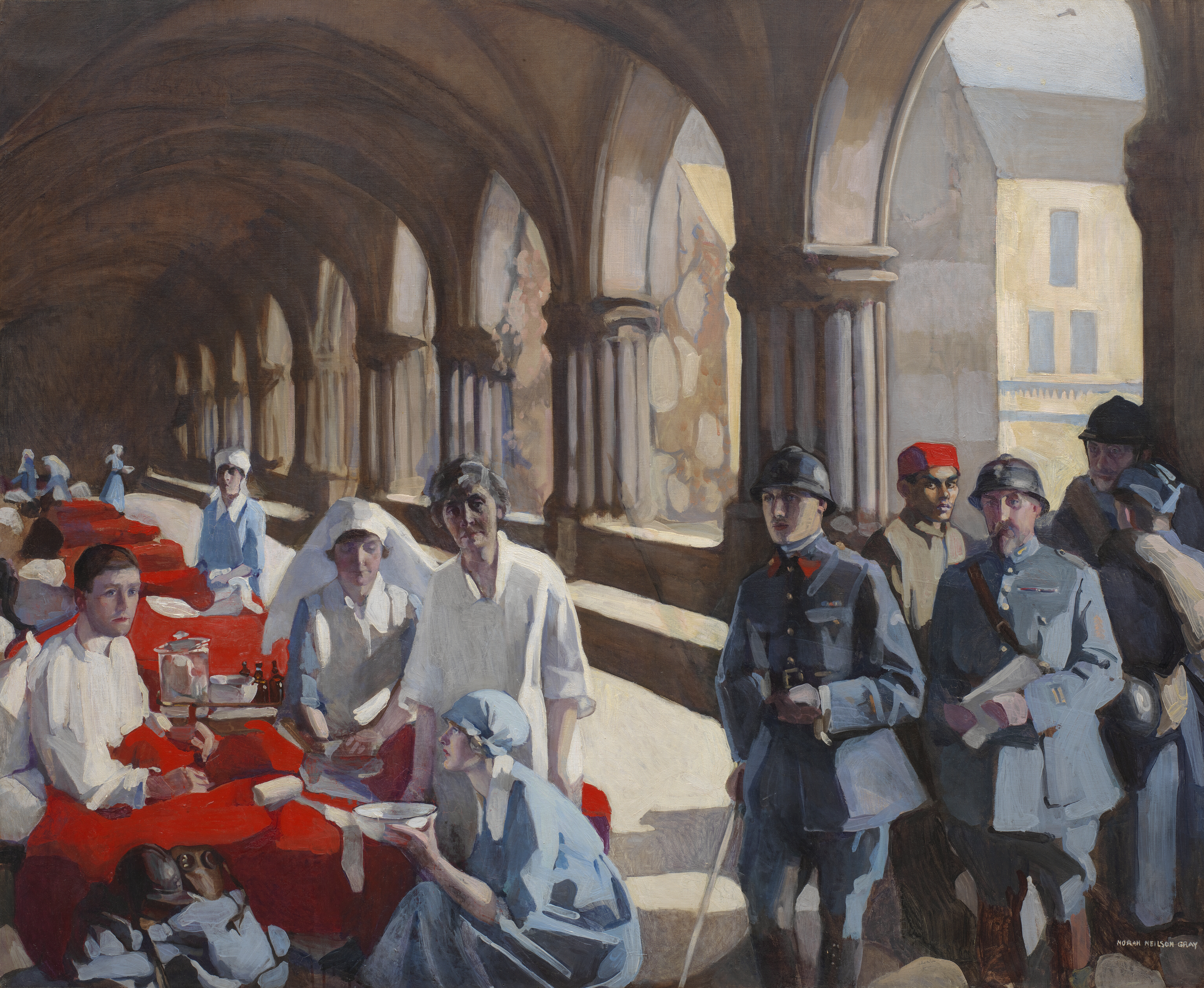
フランス軍の病院 (1920)
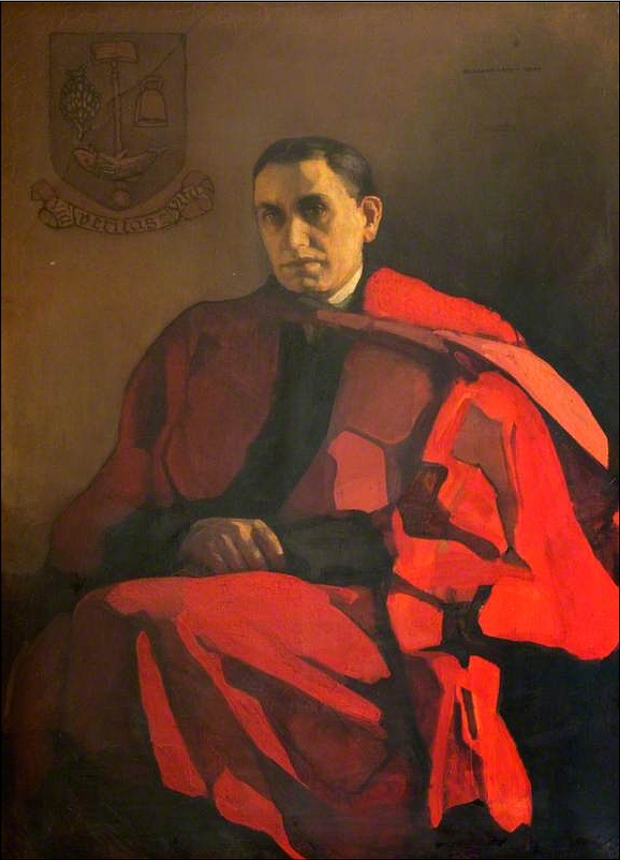
Edward Provan Cathcart-学者 (c.1930)
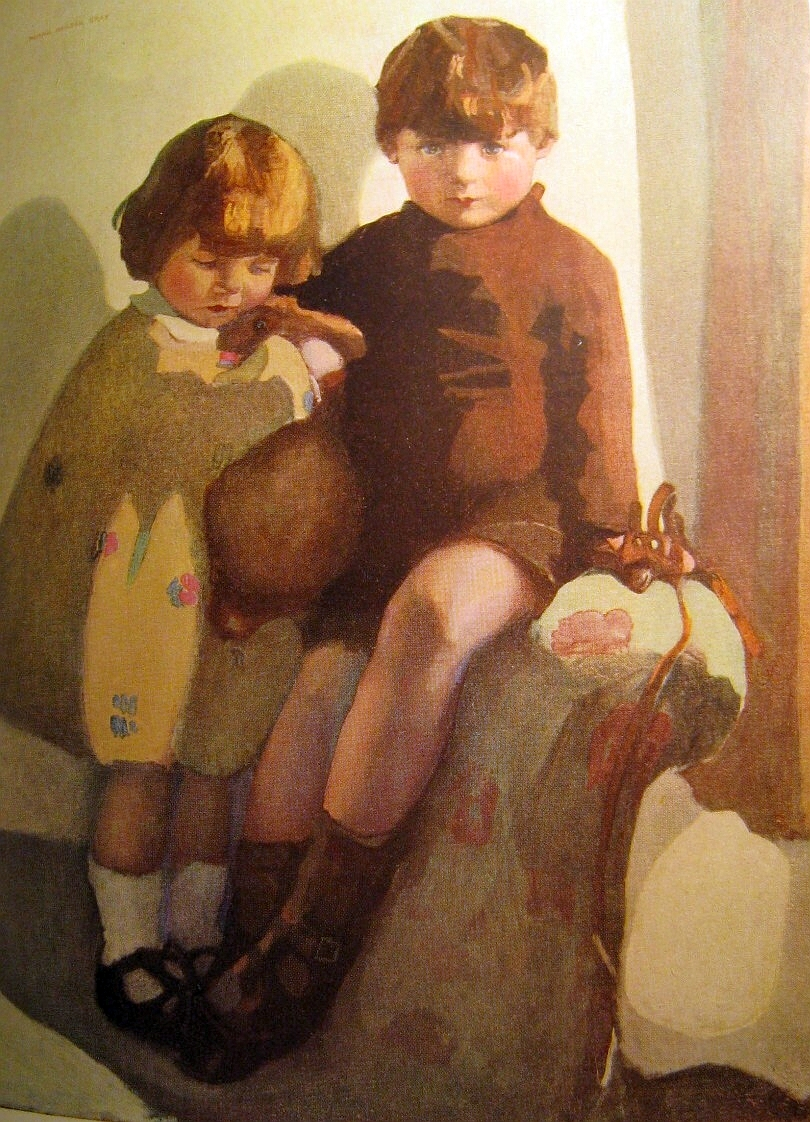
"Ian & Rosemary" (水彩画)